# Mesocletodes bicornis
Mesocletodes bicornis is een eenoogkreeftjessoort uit de familie van de Argestidae. De wetenschappelijke naam van de soort is voor het eerst geldig gepubliceerd in 2009 door Menzel & George.